# 刘沈林
刘沈林（1949年—），江苏南京人，汉族，江苏省中医院院长。第十一届全国人民代表大会江苏地区代表。
毕业于南京中医学院中医内科专业，是中共党员。2008年起担任全国人大代表。